# Organisation nationale pour l'avancement professionnel des chimistes et ingénieurs chimistes noirs
L'Organisation nationale pour l'avancement professionnel des chimistes et ingénieurs chimistes noirs (National Organization for the Professional Advancement of Black Chemists and Chemical Engineers ou NOBCChE  (prononcé « no-buh-shay ») en anglais) est une organisation professionnelle à but non lucratif. Elle à pour objectif d’augmenter le nombre de minorités dans les domaines scientifiques, technologiques et d’ingénierie.
L'organisation y parvient en créant des liens avec des professionnels travaillant dans des entreprises liées aux sciences et avec des professeurs des districts scolaires locaux afin d'inciter davantage de minorités à poursuivre une carrière dans les domaines scientifiques et de l'ingénierie. NOBCChE se concentre sur la mise en place de programmes de diversité pour le développement professionnel des jeunes enfants et pour diffuser les connaissances en sciences et en ingénierie. Les chapitres du NOBCChE sont présents dans tout le pays.

## Histoire
Cofondé en 1972 par un groupe de chimistes et d'ingénieurs chimistes. La première réunion officielle a lieu dans un Holiday Inn à Washington, DC, en 1972, où ils ont formé le Comité ad hoc pour l'avancement professionnel des chimistes et ingénieurs chimistes noirs, qui est devenu plus tard NOBCChE.
Au départ, l'organisation a été aidée financièrement par le Haas Community Fund et l'Université Drexel. Après avoir reçu des commentaires positifs et l’intérêt d’autres chimistes et ingénieurs chimistes noirs, les fondateurs ont décidé de développer leur idée et d’établir une idée structurée de ce qu’ils voulaient que la société mette l’accent. 

« Les scientifiques noirs avaient le sentiment que « nous n'avions pas besoin de l'American Chemical Society ou de l'American Physical Society pour nous définir. Nous pouvions nous définir nous-mêmes. » »

— William Jackson, professeur émérite de Université de Californie à Davis
Deux ans plus tard, la première réunion nationale a eu lieu à la Nouvelle-Orléans. Lors de la conférence, les chimistes et ingénieurs chimistes noirs ont découvert qu’ils pouvaient discuter de questions liées à leur carrière avec d’autres personnes travaillant dans des domaines similaires. Aujourd'hui, la conférence nationale propose divers ateliers, présentations de recherche et concours scientifiques pour les lycéens. Le NOBCChE présente également le prix Percy L. Julian, décerné aux scientifiques afro-américains qui ont apporté des contributions significatives aux domaines de la recherche pure ou appliquée en sciences ou en ingénierie.

### Fondateurs de NOBCChE
- Joseph N. Cannon, ingénieur chimiste et professeur - Université Howard [5]
- Lloyd Noel Ferguson (en), chimiste et professeur - California State University
- William M. Jackson (en), chimiste et professeur - Université Howard [6]
- William Guillory, chimiste et professeur - Université Drexel[7]
- Henry Cecil McBay (en), chimiste et professeur - Morehouse College
- Charles Merideth, chimiste et chancelier de l'Atlanta University Center, Inc.
- James Porter, ingénieur chimiste et professeur - MIT

## Présidents
Le président a la responsabilité globale d’atteindre les objectifs du NOBCChE, supervise les activités quotidiennes de l’organisation et est le représentant officiel de l’organisation. Depuis plus de 45 ans, des professionnels de l'industrie, du monde universitaire et du gouvernement ont donné de leur temps pour diriger l'organisation dans sa mission d'encourager l'éducation et les carrières dans les domaines STEM pour les personnes de couleur. Chaque président du NOBCChE développe son propre ensemble d’objectifs avec des initiatives et des événements correspondants.
|    | Année        | président national        | Affiliation*                            |
| -- | ------------ | ------------------------- | --------------------------------------- |
| 1  | 1974–1980    | William Guillory          | Université Drexel                       |
| 2  | 1981–1984    | John B. Sapp Jr.          | Texas Southern University (en)          |
| 3  | 1984–1986    | Edward D Walton           | Académie navale d'Annapolis             |
| 4  | 1986–1989    | Phillip Merchant          | ExxonMobil                              |
| 5  | 1989–1993    | James Evans               | Laboratoire national Lawrence Livermore |
| 6  | 1994–2001    | Winifred Burks-Houck (en) | Laboratoire national Lawrence Livermore |
| 7  | 2001–2003    | Ella L. Davis             | PQ Corporation                          |
| 8  | 2003-2005    | Marquita Qualls           | GlaxoSmithKline                         |
| 9  | 2005–2007    | Joseph Francisco (en)     | Université Purdue                       |
| 10 | 2007–2013    | Victor McCrary            | Applied Physics Laboratory              |
| 11 | 2013–2015    | Judson Haynes III         | Procter & Gamble                        |
| 12 | 2015–2017    | Talitha Hampton           | AstraZeneca                             |
| 13 | 2017–2019    | Emanuel Waddell           | Université de l'Alabama à Huntsville    |
| 14 | 2019–2021    | Murrell Godfrey           | Université du Mississippi               |
| 15 | 2021–2023    | Renã A. S. Robinson       | Université Vanderbilt                   |
| 16 | 2023–Present | Bridgette Shannon (en)    | 3M                                      |

*Affiliation au moment de l'élection